# Стантон (Калифорния)
Стантон (англ. Stanton) — город в округе Ориндж в штате Калифорния в Соединённых Штатах Америки.
Согласно данным переписи населения США 2020 года число жителей города 
составляло 37 962 человека, что чуть меньше (− 0.6%), чем было во время предыдущей переписи проводившейся в 2010 году (38 186 человека).

## История
В доколумбову эпоху в этих местах жили коренные американцы из народа тонгва. Индейские деревни Хутукунга и Пувунга были ближайшими поселениями тонгва к тому месту, где ныне построен Стантон.

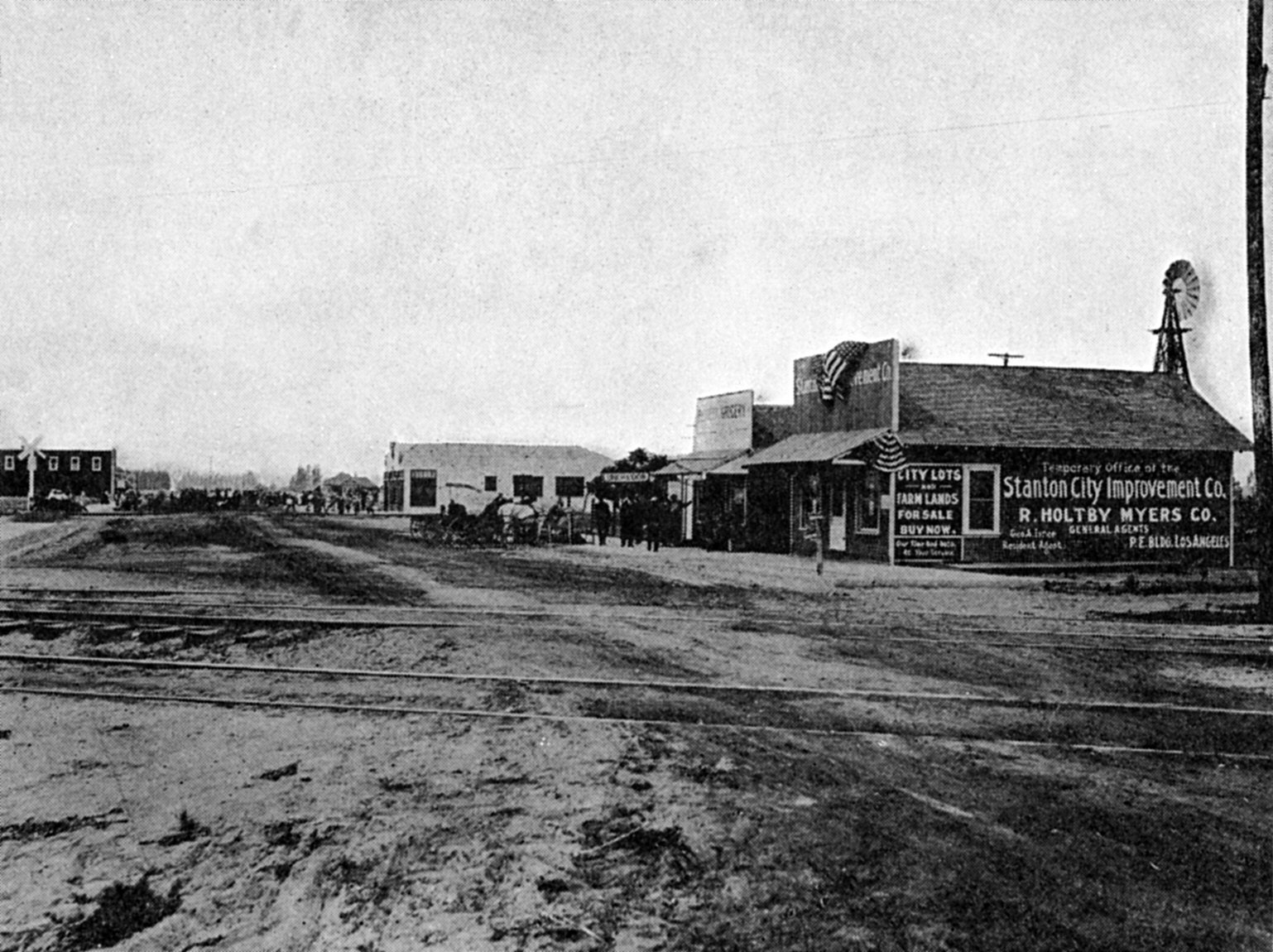
Стантон в 1913 году

Поселение было названо в честь Филипа А. Стэнтона, республиканского депутата от Лос-Анджелеса с 1903 по 1909 год.
4 ноября 1905 года в Стантоне появилось регулярное железнодорожное сообщение, что существенно увеличило население сообщества.
В мае 1956 года Стантон во второй раз официально получил статус города; до этого он уже имел этот статус с 1911 по 1924 год и являлся в то время крупнейшим по площади городом в округе Ориндж, но жители проголосовали за отказ от него.

## География
Стантон напрямую граничит с Анахаймом на севере и с Сайпрессом на западе. Южный выступ города в значительной степени делит город Гарден-Гров пополам от его района Вест Гарден Гроув, создавая общую границу между ними на востоке, юге и западе.
Согласно данным Бюро переписи населения США, город имеет общую площадь 3,15 квадратных мили (8,2 км2) и вся эта территория приходится на сушу.